# Urszula Kulisiewicz
Urszula Kulisiewicz (ur. 1967) – polska prawniczka, urzędniczka państwowa.

## Życiorys
Urszula Kulisiewicz jest absolwentką Wydziału Prawa i Administracji Uniwersytetu Warszawskiego (1992), Krajowej Szkoły Administracji Publicznej (1995) oraz Podyplomowego Studium Podatkowego w Szkole Głównej Handlowej (1997). W 2019 ukończyła program kształcenia menedżerskiego „ARGO Top Public Executive II” zrealizowany przez KSAP oraz IESE Business School.
Była stażystką w École nationale d’administration oraz w Ministerstwie Finansów w Paryżu. W 1999 ukończyła aplikację legislacyjną w Kancelarii Prezesa Rady Ministrów, a w 2003 aplikację radcowską w Okręgowej Izbie Radców Prawnych w Warszawie i uzyskała uprawnienia radczyni prawnej. 
Od 2000 jest urzędniczką służby cywilnej. Pracę w administracji publicznej rozpoczęła w 1995 w Ministerstwie Finansów. W latach 1999–2002 zajmowała stanowisko Zastępcy Dyrektora, a następnie Dyrektora Departamentu Nadzoru Ubezpieczeń Zdrowotnych – Urzędzie Nadzoru Ubezpieczeń Zdrowotnych. W latach 2002–2005 pracowała jako główna specjalistka ds. legislacji w Departamencie Prawnym Ministerstwa Finansów, a od września 2003 dodatkowo jako radczyni prawna w Biurze Administracji i Spraw Obywatelskich m.st. Warszawy. W latach 2005–2018 pracowała kolejno jako dyrektorka Biura Prawnego w Ministerstwie Pracy i Polityki Społecznej, dyrektorka Biura Prawnego w Ministerstwie Gospodarki, dyrektorka Departamentu Prawnego w Narodowym Banku Polskim, dyrektorka Departamentu Legislacyjno–Prawnego w Zakładzie Ubezpieczeń Społecznych, dyrektorka Departamentu Prawnego w Ministerstwie Spraw Wewnętrznych i Administracji. W latach 2018–2021 była Dyrektorką Generalną Ministerstwa Spraw Wewnętrznych i Administracji. Później podjęła pracę na stanowisku dyrektorki Biura Prawnego i Zamówień Publicznych w Krajowym Ośrodku Wsparcia Rolnictwa, a następnie Radczyni Generalnej zajmującego Samodzielne Stanowisko ds. Prawnych w Departamencie Kontroli i Audytu w Ministerstwie Rolnictwa i Rozwoju Wsi.
Urszula Kulisiewicz pełniła funkcje członkini Komitetu Prawnego Europejskiego Systemu Banków Centralnych, Przewodniczącej Resortowej Komisji Orzekającej w sprawach o naruszenie dyscypliny finansów publicznych przy Ministrze Pracy i Polityki Społecznej, członkini Rady Okręgowej Izby Radców Prawnych w Warszawie, członkini Rady Dostępności oraz członka zależnego w Komitecie Audytu w MSWiA. Była ekspertką w Ukrainie i w Albanii w programach unijnych – wsparcie dla reform administracji publicznej i służby cywilnej, członkinią niezależną Komitetu Audytu w Ministerstwie Obrony Narodowej oraz Zastępcą Przewodniczącego Wyższej Komisji Dyscyplinarnej Służby Cywilnej.
1 lipca 2022 została powołana na stanowisko Dyrektora Generalnego Ministerstwa Rodziny i Polityki Społecznej, którą pełniła do 2023.

## Odznaczenia
- 2022 – Medal Stulecia Odzyskanej Niepodległości[2]